# تپه تات باغی ۲
تپه تات باغی ۲ مربوط به دوره اشکانیان - دوره ساسانیان است و در شهرستان ایجرود، بخش مرکزی، دهستان گلابر، ۲۱۲۰ متری جنوب شرقی روستای جوقین واقع شده و این اثر در تاریخ ۱۵ دی ۱۳۸۷ با شمارهٔ ثبت ۲۴۰۸۵ به‌عنوان یکی از آثار ملی ایران به ثبت رسیده است.